# Dinis de Portugal, Senhor de Cifuentes

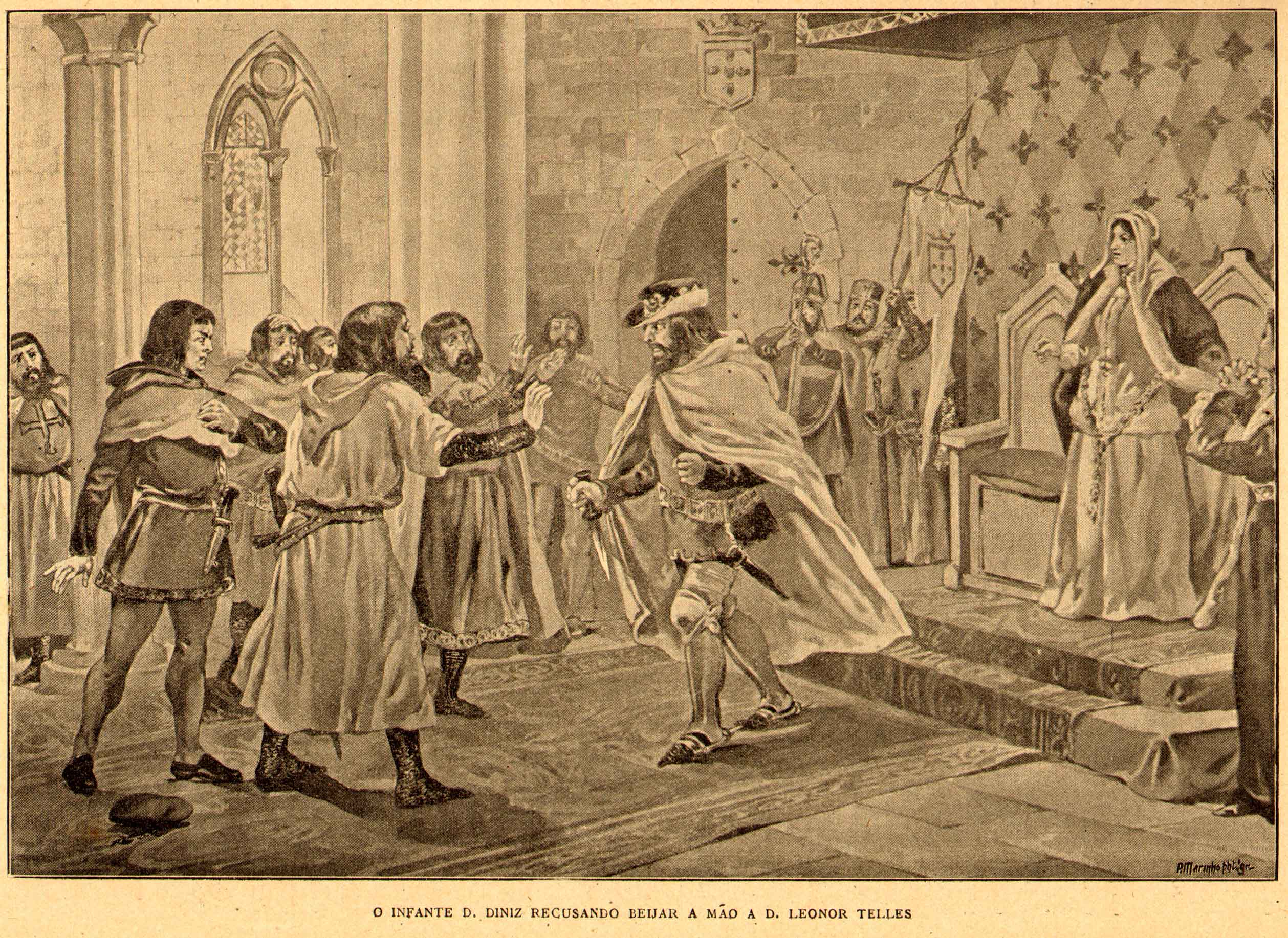
O Infante D. Dinis recusando beijar a mão a D. Leonor Telles

O Infante D. Dinis (1354 — Abril de 1403) foi filho de D. Pedro e de Inês de Castro. Nas Cortes de Elvas de 1361 doou-lhe seu pai a Vila de Prado (Braga) e as terras e julgados de Murça, Jales, Zurara, São João de Rei, Geraz de Riba Lima, Perelhal e da Maia — bens que rendiam por ano 10 000 libras de dinheiros portugueses.
Afastado da corte por se ter recusado a beijar a mão da cunhada (Leonor Teles), entrou ao serviço de Castela, quando, em finais de 1372, Henrique II de Castela invadiu Portugal e estanciou na comarca de Viseu.
D. Dinis, depois de assinada a paz, partiu com Henrique II para Castela, onde passou a viver. Candidato ao trono por morte de D. Fernando, é atacado por João das Regras nas cortes de Coimbra como simpatizante do partido castelhano.
Em finais de 1387, chegou o infante ao Porto, onde se encontrava o rei português. D. João I, a quem a presença do infante não era agradável, encarregou-o de uma missão em Inglaterra, para o afastar da corte. Preso pelas autoridades inglesas foi solto por Ricardo II de Inglaterra, que nunca o chegou a receber, em 1388. Conservou-se no Sul de Inglaterra sempre vigiado pois entretanto tinham chegado cartas vindas do monarca português à corte inglesa contra ele.
Procurou fugir, mas ao entrar no estuário do Escalda, procurando atingir Midelburgo, onde havia portugueses, foi atacado por pescadores. Feito prisioneiro pelos pescadores, pediu ao seu irmão que pagasse o resgate de elevado valor. D. João I, Rei de Portugal, seu irmão, recusou-se a pagar tal exorbitância. Assim sendo, pede ao conde da Flandres auxílio. Este comprou o infante por um valor mais baixo do que o que foi exigido pelos pescadores. D. Dinis foi levado para Bruges. Lá, o conde da Flandres acordou com ele que se, no prazo de um ano, não lhe retribuisse o valor do resgate seria subjugado à mercê do conde. Passado um ano não conseguiu o dinheiro. Luis II de Male, vendo que o príncipe português não tinha valor monetário de resgate, devolveu-o aos pescadores, para que fizessem dele o que quisessem. Os pescadores apercebendo-se de que o conde tinha razão quando disse que ele não valia um tostão, libertaram-no.
D. Dinis, partiu de barco até chegar a Navarra, onde foi muito bem recebido e lhe ofereceram bens e um cavalo. Partiu de cavalo para Castela. Foi igualmente bem recebido e acomodado no reino, sendo-lhe dada a mão de Joana Henriques, filha bastarda de Henrique II, com quem teve dois filhos: Pedro e Beatriz.
Sete anos após a morte de João I de Castela, é aclamado «rei de Portugal» por nobres portugueses exilados, com o beneplácito da rainha consorte viúva, Dona Beatriz, que renuncia nele aos seus hipotéticos direitos sobre a coroa portuguesa. Em 1397, Dom Dinis invade a Beira numa campanha que foi um insucesso, retornando depois a Castela.
Enterrado no Mosteiro de Santo Estêvão de Salamanca, no século XV encontrava-se já o seu corpo no Mosteiro Real de Santa Maria de Guadalupe.

## Descendência
Henrique II de Castela deixou estipulado no seu testamento (1374) que D. Dinis casaria com a sua filha bastarda, Constanza Enríquez, concedendo-lhe a vila de Alba de Tormes. Porém, o seu irmão, o infante D. João, acabaria por casar com Constanza. Dinis casou em 1376 com Juana Enríquez (c.1356-1423 ou 1424), outra filha bastarda de Henrique II e de Juana, senhora de Cinfuentes. Deste casamento nasceram três filhos:
1. D. Pedro de Portugal, chamado «de Colmenarejo» por ter vivido neste lugar, perto de Escalona.[3] Contraiu matrimónio com María de Toledo, filha de Fernando Álvarez de Toledo el Viejo, 1.° senhor de Higares e de Teresa Vázquez de Ayala,[4] 3.ª senhora de Pinto.
2. D. Fernando de Portugal, comendador de Oreja. Casou com María de Torres, filha de Fernán Ruiz de Torres e Inés de Solier.[5] Segundo alguns, D. Dinis teve apenas dois filhos nascidos de seu casamento, Pedro e Beatriz.[6] Se assim o for, Fernando seria um de seus filhos ilegítimos.
3. D. Beatriz de Portugal (c.1380-1470). Não casou e custeou o túmulo onde se encontram sepultados D. Dinis e sua mulher, na capela de Santa Catarina, no Mosteiro de Guadalupe.

Teve vários filhos bastardos:
1. Juan de Portugal
2. Beatriz de Portugal, freira no Convento de Santa Clara la Real, em Toledo
3. Inés de Portugal, freira no Convento de Santa Clara la Real, em Toledo

D. Dinis terá falecido depois de 1402 (provavelmente em Abril de 1403), uma vez que, nas tréguas desse ano entre Castela e Portugal, o rei Henrique III obrigou-se a não ajudar o infante.